# 그랜드케이먼

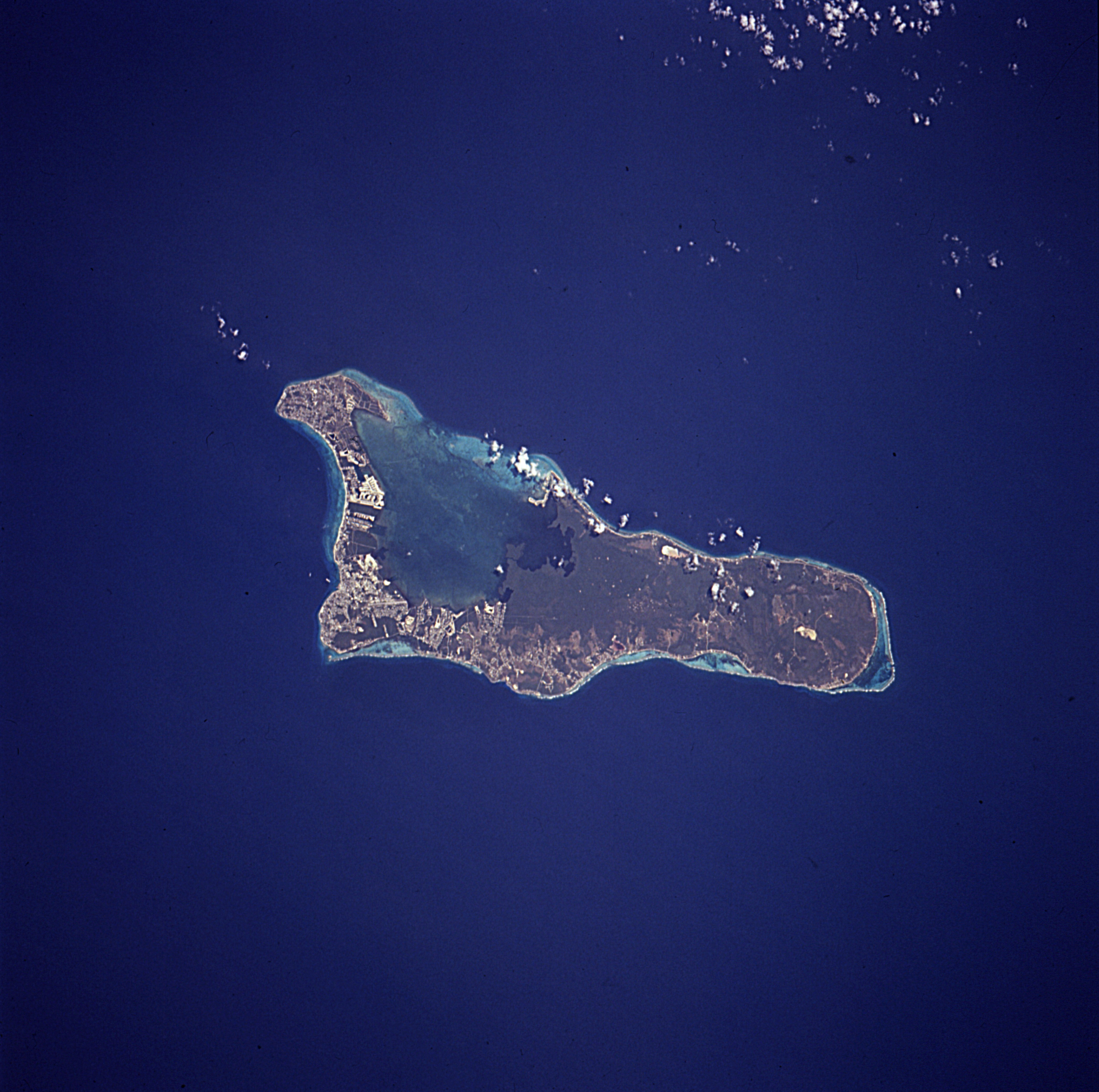

그랜드케이먼(Grand Cayman)은 세 개의 케이먼 제도 중 가장 크며 이 지역의 수도인 조지타운 (케이맨 제도)이 위치한 곳이다. 다른 두 케이맨 제도와 비교하면 리틀케이먼에서 남서쪽으로 약 121km, 케이먼 브랙에서 남서쪽으로 145km 떨어져 있다.

## 지리
그랜드케이먼은 영토 전체 육지의 76%를 차지한다. 섬의 길이는 약 35km(22마일)이고 가장 넓은 지점의 너비는 8마일(13km)이다. 고도는 해변의 해발부터 노스사이드 매스틱 트레일의 해발 60피트(18m)까지 다양하다. 다른 많은 카리브해 섬과 달리 그랜드 케이먼은 대부분 평평하다. 이를 통해 섬의 인구가 증가함에 따라 더 많은 공간을 지을 수 있다.